# Jo-El Sonnier
Pour les articles homonymes, voir Sonnier.
Jo-El Sonnier, nom de scène de Joel Sonnier, né le 2 octobre 1946 à Rayne (Louisiane) et mort le 13 janvier 2024 à Llano (Texas), est un auteur-compositeur et accordéoniste américain, qui écrit et interprète de la musique country et de la musique cadienne.
Né dans la famille de modestes métayers francophones, il a commencé à jouer de l'accordéon à l'âge de 3 ans, débuté sur une radio locale à 6 ans, et enregistré son premier 45 tours à 11 ans. Il enregistre et produit des disques et des spectacles.
Jo-El Sonnier a aussi joué de l'accordéon sur les albums de nombreux musiciens célèbres comme Alan Jackson, Neil Diamond, Johnny Cash, Sammy Kershaw, Indigo Girls, Dolly Parton, et Hank Williams Jr. Il participe souvent à des évènements avec des musiciens comme John Cale, Richard Thompson, Shawn Colvin, B. J. Cole, David Sanborn et de nombreux autres.
Johnny Cash, George Strait, Mel McDaniel, John Anderson, et Jerry Lee Lewis ont enregistré des chansons écrites par Jo-El Sonnier.

## Biographie

### De l'enfant prodige de la musique cajun à la Californie
Jo-El Sonnier est né à Rayne en Louisiane en 1946 dans la famille de modestes métayers francophones. Comme beaucoup d'enfants de familles pauvres de cette époque, il participe avec ses parents, pendant son enfance et son adolescence, aux travaux dans les champs de coton que ceux-ci cultivent.
Il apprend à jouer sur l'accordéon d'un frère plus âgé à l'âge de trois ans et est aussitôt reconnu comme un enfant prodige de la musique Cajun. Sa passion et son habileté sur cet instrument n'ont fait que croitre depuis.
La renommée de cet enfant doué qui chante en français le conduit à faire ses débuts à la radio à l'âge de 6 ans, sur la station KSIG de Crowley en Louisiane, et a enregistrer à l'âge de 11 ans. Pendant son adolescence, Jo-EL Sonnier devient un musicien Cajun établi qui enregistre quatre albums, et au moins une douzaine de singles sur des labels régionaux de Louisiane, comme Goldband.
À la fin de ses études, il s'installe à Lake Charles et fait partie du groupe Louisiana Ramblers de Robert Bertrand. Les singles de cette époque sont publiés soit sous le nom de Jo-El Sonnier, soit sous celui des Louisiana Ramblers. Certains ont été réédités en 2000 sur l'album Cajun Valentino dont le titre fait référence à l'étiquette publicitaire qu'il portait à cette époque.
Coqueluche des clubs du coin, Jo-El Sonnier reste pendant sa jeunesse une attraction de Louisiane, mais il décide de tenter sa chance en Californie au début des années 1970. Il y gagne une bonne réputation en tant que musicien de studio, et des amis dans l'élite musicale de Los Angeles, mais le succès en tant que soliste, paraît vouloir l'éviter.

### Des années Mercury au retour à Los Angeles
Ceci conduit Jo-EL Sonnier à revenir dans l'Est des États-Unis, à Nashville, au milieu des années 1970, où il signe un contrat avec Mercury. Jo-EL Sonnier résume les années où il a enregistré des albums pour Mercury comme une expérience qui n'a pas atteint le succès qu'il espérait et qui l'a conduit à retourner en Louisiane.
Beaucoup de gens l'ont comprise comme une tentative similaire à celles de Freddy Fender et de Flaco Jimenez pour le Tejano, d'associer une musique et un instrument, perçus comme traditionnels, avec les techniques de la musique country et country rock que l'on produit à Nashville à cette époque. Les enregistrements qu'il réalise pour Mercury continuent néanmoins à trouver des fans et ont été publiés à nouveau, dans leur intégralité, en 1992.
Revenu en Louisiane, il réalise, sur le label Rounder, l'album nommé aux Grammy Awards Cajun Life. Jo-EL Sonnier a presque abandonné l'accordéon, lorsqu'il reçoit, au début des années 1980, une proposition de Merle Haggard qui désire qu'il assure la première partie de ses tournées. Cette nouvelle expérience conduit Jo-El Sonnier et sa première épouse Jami à retourner à Los Angeles en 1982, où il commence à donner des spectacles sous son nom avec l'aide d'amis renommés comme Albert Lee, David Lindley et Garth Hudson de The Band.

### Mort
Jo-El Sonnier meurt le 13 janvier 2024 à Llano (Texas).

### Entourage familial
Bobbye Sonnier, l'épouse de Jo-El Sonnier, dirige, depuis 1990 Sonnier Music, l'entreprise qui assure la promotion, l'organisation, et la production de ses œuvres : concerts, disques ou vidéos. Elle réalise les pochettes des CD et de nombreuses photographies pour la promotion des œuvres de Jo-El Sonnier.

## Témoignages de reconnaissance et trophées
- En 1997, l'album Cajun Pride de Jo-EL Sonnier est nommé aux Grammy Awards, dans la catégorie Meilleur Album de Folk Traditionnel (Best Traditional Folk Album)[2].
- En 2005, son album Cajun Mardi Gras est nommé aux Grammy Awards dans la catégorie Meilleur Album de Folk Traditionnel.
- En 2008, Jo-EL Sonnier est élu au Temple de la renommée de la musique cadienne[8].

## Discographie

### Albums
| Année | Titre                          | Classement US Country | Label              |
| ----- | ------------------------------ | --------------------- | ------------------ |
| 1967  | Hurricane Audry                |                       | Goldband           |
| 1968  | The Scene Today in Cajun Music |                       | Goldband           |
| 1969  | The Cajun Valentino            |                       | Goldband           |
| 1980  | Cajun Life                     |                       | Rounder            |
| 1987  | Come On Joe                    | 17                    | RCA                |
| 1989  | Right Next Door to Texas       |                       | Goldband           |
| 1989  | The Cajun Troubadour           |                       | Goldband           |
| 1990  | Have a Little Faith            | 45                    | RCA                |
| 1991  | Tears of Joy                   |                       | Capitol            |
| 1992  | Hello Happiness Again          |                       | Liberty            |
| 1992  | Complete Mercury Session       |                       | Mercury            |
| 1994  | Cajun Roots                    |                       | Rounder            |
| 1995  | Cajun Kids                     |                       | Little Morganville |
| 1996  | Live in Canada                 |                       | Stony Plain        |
| 1996  | Cookin Cajun                   |                       | K-Tel              |
| 1997  | Cajun Young Blood              |                       | Ace                |
| 1997  | Cajun Pride                    |                       | Rounder            |
| 1998  | Here to Stay                   |                       | Intersound         |
| 1998  | Cajun Memories                 |                       | Green Hill         |
| 1999  | Cajun Blood                    |                       | Musique de' Jo-El  |
| 2000  | Cajun Tradition                |                       | Green Hill         |
| 2001  | The L.A. Sessions              |                       | Musique de' Jo-El  |
| 2004  | Yesterdays with Jo-El Sonnier  |                       | Green Hill         |
| 2004  | Cajun Christmas                |                       | Green Hill         |
| 2004  | Cajun Hymns                    |                       | Green Hill         |
| 2004  | Cajun Mardis Gras              |                       | Green Hill         |
| 2005  | Back by Request                |                       | Musique de' Jo-El  |
| 2008  | The Real Deal                  |                       | Musique de' Jo-El  |
| 2011  | Where's That Music Comin' From |                       | Musique de' Jo-El  |

#### Singles
| Année | Titre                                         | Classement | Classement  | Album                        |
| Année | Titre                                         | US Country | CAN Country | Album                        |
| ----- | --------------------------------------------- | ---------- | ----------- | ---------------------------- |
| 1975  | I've Been Around Enough to Know               | 78         | —           | Publié sur single uniquement |
| 1976  | Always Late (With Your Kisses)                | 99         | —           | Publié sur single uniquement |
| 1976  | He's Still All Over You                       | 100        | —           | Publié sur single uniquement |
| 1987  | Come On Joe                                   | 39         | —           | Come On Joe                  |
| 1988  | No More One More Time                         | 7          | 2           | Come On Joe                  |
| 1988  | Tear Stained Letter                           | 8          | 6           | Come On Joe                  |
| 1989  | Rainin' in My Heart                           | 35         | *           | Publié sur single uniquement |
| 1989  | (Blue, Blue, Blue) Blue, Blue                 | 47         | 50          | Publié sur single uniquement |
| 1990  | If Your Heart Should Ever Roll This Way Again | 24         | 26          | Have a Little Faith          |
| 1990  | The Scene of the Crime                        | 65         | 46          | Have a Little Faith          |

### Invité sur des singles
| Année | Simple    | Artiste                                | Album         |
| ----- | --------- | -------------------------------------- | ------------- |
| 1998  | Catahoula | The Bellamy Brothers (with Eddy Raven) | Over the Line |

### Crédité sur des albums
Ce paragraphe ne cite pas les albums collectifs auquel Jo-EL Sonnier a contribué.
| Année | Instruments            | Artiste             | Album                                  |
| ----- | ---------------------- | ------------------- | -------------------------------------- |
| 1975  | Accordéon, compositeur | Emmylou Harris      | Elite Hotel                            |
| 1976  | Accordéon              | Asleep at the Wheel | Wheelin' & Dealin'                     |
| 1978  | Concertina, harmonica  | Johnny Cash         | Gone Girl                              |
| 1979  | Concertina, harmonica  | Johnny Cash         | Silver                                 |
| 1982  | Compositeur            | John Anderson       | I Just Came Home to Count the Memories |
| 1986  | Accordéon              | Elvis Costello      | King of America                        |
| 1989  | Accordéon              | Dolly Parton        | White Limozeen                         |
| 1990  | Accordéon              | Emmylou Harris      | Brand New Dance                        |
| 1990  | Accordéon              | Edie Brickell       | Ghost of a Dog                         |
| 1991  | Accordéon              | Hank Williams, Jr.  | Lone Wolf                              |
| 1991  | Musicien               | Beausoleil          | Déjá Vu                                |
| 1991  | Accordéon              | Hank Williams, Jr.  | Maverick                               |
| 1996  | Accordéon              | Mark Knopfler       | Golden Heart                           |
| 1997  | Accordéon              | Adie Grey           | Grandpa’s Advice                       |
| 2010  | Accordéon              | Derek Toomey        | Kiss On the Wind                       |